# Danis plateni
Danis plateni är en fjärilsart som beskrevs av Grose-smith och Kirby 1896. Danis plateni ingår i släktet Danis och familjen juvelvingar. Inga underarter finns listade i Catalogue of Life.